# Антімах I
Антімах I Теос (грец. Ἀντίμαχος Α΄ ὁ Θεός; *д/н — †бл. 160 до н. е.) — цар Греко-Бактрійської держави 175 до н. е.—170 до н. е.

## Життєпис
Походив з династії Євтидемідів. Ймовірно, був сином Євтидем I. За іншою версією він міг бути родичем династії Діодотидів, попередників Євтидемідів.
Про його молоді роки нічого невідомо. Після смерті батька або в часи володарювання старшого брата Деметрія I намісником Арахозії та Дрангіани (Сістана) — приблизно з 185 року до н. е. Деякий час навіть вважався узурпатором, але нумізматичний аналіз монет цього правителя доводить належність до правлячої династії.
Скористався розгардіяшем в бактрії задля зміцнення свого становища та розширення володінь. Приблизно між 180 та 175 роками до н. е. після загибелі небожа Агафокла I (за іншим варіантом Антімах I сам повалив Агафокла I). Вважається, що міг здійснити похід до Гандхари, але зазнав поразки від Аполлодота I.
Втім, посідання Антімахом I трону Греко-Бактрії викликало ще більше послаблення держави. Цими діями скористався Деметрій II, син Деметрія I, та грецький військовик Євкратид. Напевне, в Бактрії Антімах I зміг протриматися до 170 року до н. е.
Слідом за цим відступив до Арахозії, де мав підтримку місцевої знаті. Тут володарював до близько 160 року до н. е. Після нього Арахозію і Дрангіану зайняв Деметрій II.